# 지즈역
지즈역(일본어: 智頭駅)은 일본 돗토리현 야즈군 지즈정에 위치한 서일본 여객철도 · 지즈 급행의 철도역이다. JR 서일본 인비 선의 소속역이며, 지즈 급행 지즈 선의 종착역이기도 하다. JR의 경우, 단선 · 섬식의 형태를 합친 2면 3선 구조의 복합 승강장을 갖췄고, 지즈 급행은 섬식 승강장 1면 2선의 구조를 갖춘 지상역이다.

## 타는 곳

### JR 서일본
| 1 | ■ 지즈 선 경유 | ■ 지즈 선 경유 | 가미고리 · 오사카 · 교토 · 오카야마 방면 | 인비 선으로부터의 직통, 특급 열차는 전부 이 승강장         |
| 1 | ■ 인비 선      | 상행           | 돗토리 · 구라요시 방면                   | 당 역 시발의 보통 열차                                     |
| 2 | ■ 인비 선      | 상행           | 돗토리 · 구라요시 방면                   | 지즈 선 · 쓰야마 방면으로부터의 직통 특급 열차는 이 승강장 |
| 2 | ■ 인비 선      | 하행           | 쓰야마 방면                              | 쓰야마 방면                                                |
| 3 | ■ 인비 선      | 상행           | 돗토리 · 구라요시 방면                   | 당 역 시발의 보통 열차                                     |
| 3 | ■ 인비 선      | 하행           | 쓰야마 방면                              | 쓰야마 방면                                                |

### 지즈 급행
| 1 · 2 | ■ 지즈 선 경유 | 가미고리 방면 | 당 역 시발의 보통 열차 |

## 역 주변
- 국도 제53호선 · 국도 제373호선
- 지즈 정청
- 지즈 정 관광 안내소 · 지즈 정 관광협회
- 지즈 급행 본사

## 역사
- 1923년 6월 5일 : 인비 선 모치가세 - 지즈 간 연장 때에 개업. 당초는 종착역이었음.
- 1928년 3월 15일 : 인비미나미 선 개업에 맞춰, 인비 선이 인비키타 선으로 개칭되어, 이 역도 그 소속으로 함.
- 1932년 7월 1일 : 이 역부터 인비미나미 선 미마사카카와이 역까지 노선 연장. 이로써 돗토리 - 쓰야마 간이 전체 개통했기 때문에, 인비키타 선은 인비 선의 일부가 되어, 이 역도 그 소속으로 함.
- 1987년 4월 1일 : 일본국유철도 분할 민영화에 의해, 서일본 여객철도가 승계.
- 1993년 12월 3일 : 지즈 급행 지즈 선 개업에 의해 지즈 급행의 역이 신설되어, 환승역으로 전환.

## 인접 역
| 서일본 여객철도 인비 선    | 서일본 여객철도 인비 선 | 서일본 여객철도 인비 선 |
| -------------------------- | ----------------------- | ----------------------- |
| 이나바야시로 돗토리 방면   | ■ 인비 선               | 하지 히가시쓰야마 방면  |
| 지즈 급행 지즈 선          |                         |                         |
| 고이야마가타 가미고리 방면 | ■ 지즈 선               | 시·종착역               |